# Brachypelma auratum
Espèce
Statut CITES
Brachypelma auratum est une espèce d'araignées mygalomorphes de la famille des Theraphosidae.

## Distribution

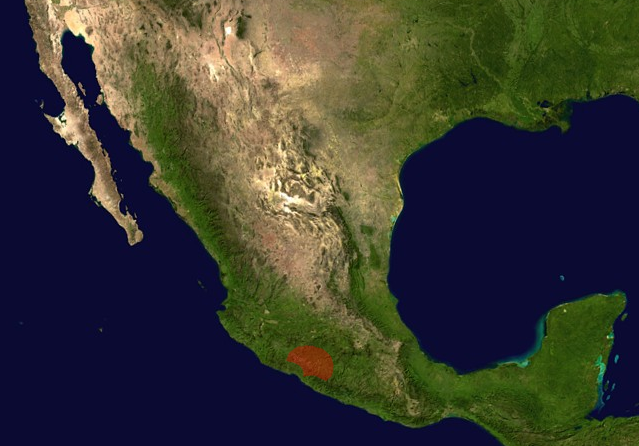

Cette espèce est endémique du Mexique. Elle se rencontre au Michoacán et au Guerrero.

## Publication originale
- Schmidt, 1992 : Brachypelma auratum sp. n., die sogenannte Hochlandform von Brachypelma smithi (Araneida: Theraphosidae: Theraphosinae). Arachnologischer Anzeiger, vol. 3, no 8, p. 9-14.